# Station Kościernica
Station Kościernica is een spoorwegstation in de Poolse plaats Kościernica.